# Дворец Калги-Султана (Симферополь)
Дворец Калги-Султана (также Дворец Калга-Султан; крымскотат. Къалгъа Султан сарайы, Qalğa Sultan sarayı) — ныне не сохранившийся средневековый дворцовый комплекс второго по значимости человека в Крымском ханстве — калги-султана.

## История
По предположениям, был построен в последней четверти XV — начале XVI века на берегу Салгира на территории современного Симферополя. В ходе русско-турецкой войны 1735-1739 годов во время похода 1-й армии Б. Миниха в Крым в кампанию 1736 года отряд генерал-поручика Л. В. Измайлова и генерал-майора К-.М. Бирона был послан, чтобы сжёчь и разорить Ак-Мечеть и дворец калги-султана был разрушен. Частично восстановлен и снова уничтожен после присоединения Крымского ханства к Российской империи в 1783 году. В 1832 году на месте полуразрушенного дворца калги-султана была построена пивоварня Вайсборда. По решению Совета министров УССР в 1984 году завод был выведен из эксплуатации, после чего разрушен. На данный момент на территории памятника ведется активное строительство, что влечет за собой неизбежное и полное уничтожение памятника.

## Установление местонахождения
Отсутствие достоверных данных о внешнем виде дворцового комплекса в Симферополе усложняет поиски места его расположения. С начала 2000-х годов им считается земельный участок в районе домов № 19-23 на улице Воровского; особое внимание уделяется адресу 21а. Историки годами добивались признания этой территории особо охраняемой, утверждая со ссылкой на письменные источники и труды учёных начала XX века, что именно на этом месте располагался дворец калги-султана.
Духовное управление мусульман Крыма (ДУМК) проводило работу по определению территории гипотетического расположения дворца калги-султана: соответствующие обращения многократно направлялись в Симферопольский горсовет. В своё время эта территория также рассматривалась как один из трёх вариантов местоположения Симферопольской соборной мечети, однако в ДУМК от этой идеи отказались, поскольку «знали, что здесь есть культурный слой», и приняли решение искать просторный участок. В разное время планировалось строительство на этой территории торгово-развлекательного комплекса, коммерческого высотного жилья, ледового дворца, дворца водных видов спорта и тому подобное. В октябре 2013 года участок площадью 0,6215 га передали коммунальному предприятию «Столица» для строительства спортивно-культурного центра.
Вскоре в ДУМК выразили намерение реконструировать дворцовый комплекс калги-султана, воссоздав на месте гипотетического расположения мечеть, медресе, музей и библиотеку.

## Риск застройки
28 марта 2015 года на базе Крымского инженерно-педагогического университета (КИПУ) состоялся круглый стол на тему «Вопросы изучения и сохранения историко-культурного наследия Симферополя. Калга Султан: История, археология, проблемы изучения», в котором приняли участие учёные, общественные деятели, представители ДУМК, музеев Крыма и министерства культуры Республики Крым. Участники заявили о «проблеме сохранения места, на котором располагался дворец калги-султана», поскольку на нём, якобы, запланировано строительство многоэтажного жилого дома или катка. При этом было отмечено, что специальные исследования по определению археологического культурного слоя на этой территории не проводились. Также было заявлено о необходимости немедленно прекратить строительство на месте исторического комплекса и начать археологические раскопки. ДУМК обратилось к прокуратуре Республики Крым с заявлением о проверке законности предоставления администрацией Симферополя этого участка под застройку. Строительные работы удалось приостановить после встречи муфтия мусульман Крыма Эмирали Аблаева с главой Республики Крым Сергеем Аксёновым.
В июле 2017 года на месте, где предполагалось расположение дворцового комплекса, в очередной раз началось частное строительство; застройщик огородил участок забором, несмотря на возмущение представителей общественности и учёных. Было сообщено, что частный застройщик на руках имеет правоустанавливающие документы на землю; три участка по 10 соток были предоставлены под частную застройку ещё до присоединения Крыма к России, окончательное оформление произошло уже в 2015—2016 годах, однако без разрешения на строительство. На застройщика был составлен протокол об административном правонарушении, выписан штраф и выдано предписание о прекращении строительства. В то время депутат Госдумы РФ от Республики Крым Р. И. Бальбек предложил подготовить необходимые документы для дальнейшей исследовательской работы, а также архивные документы и материалы, направить соответствующие обращения ко всем профильным министерствам и комитетам; в дополнение директор Центрального музея Тавриды А. В. Мальгин отметил, что общественная палата Республики Крым обратилась к главе города с просьбой принять меры для недопущения строительства на упомянутой территории.
В августе 2017 года стало известно, что место резиденции калги-султана разделили на четыре части, три из которых общей площадью 25,5 сотки оказались в частных руках; в графе «целевое назначение» двух из них было указано «индивидуальное жилищное строительство», а у третьего, самого маленького, площадью 5,5 сотки — «спорт». Постановлением № 2623 от 09.08.2017 Городская администрация предоставила 394 тыс. рублей музею истории города на проведение археологических исследований места резиденции калги-султана после соответствующего письма от государственного комитета по охране культурного наследия Республики Крым. В конце месяца заместитель председателя комитета Вячеслав Зарубин рассказал, что крымское руководство поддержало инициативу археологов провести исследование на месте дворца калги-султана, и заверил, что до проведения археологической экспертизы на месте возможного расположения дворцового комплекса никакие строительные работы проводиться не будут.
В ноябре 2017 года было проведено исследование участка общей экспедицией Института археологии Крыма РАН и КИПУ под руководством старшего научного сотрудника отдела средневековой археологии первого учреждения и заведующего кафедрой истории второго, кандидата исторических наук Эмиля Сейдалиева по разрешению Министерства культуры РФ и «различным историческим источникам» — картографическим материалам конца XVIII — начала XIX века. Во время работ было обнаружено входы в подвалы зданий пивзавода, остатки перемешанного культурного слоя 1-й половины XVII — 1-й четверти XIX века, мощность которого составила от 1,4 до 3,0 м; в девяти шурфах нашли средневековую кладку, керамику (фрагменты водопровода, строительных элементов, посуда XVIII века, трубки османского типа), обломки фарфоровой, стеклянной и фаянсовой посуды, металлические изделия, монеты Крымского ханства и Российской империи, черепицу-«татарку» и тому подобное. Находки были переданы в Музей истории Симферополя, было заявлено, что они «свидетельствуют о том, что на нынешней улице Воровского располагался дворец» первого заместителя «крымского хана», и в дальнейшем, при наличии финансирования, планируется продолжить исследования полноценными раскопками. Тогдашний владелец участка, предприниматель Орест Шаярлиев заявил, что не знал об исторической значимости этого места, и, если участок признают объектом культурного наследия, он готов отказаться от него при условии материальной компенсации.

На одном из раскопанных археологами участков хорошо видно керамический водопровод. Учёные уверены, что этот участок относится именно к периоду расположения на этом месте дворца. Хотя выглядит, скажем так, не слишком древним. И несколько выше, параллельно ему, проложена явно современная труба, меньше. Но исследователи эмоционально говорят: вероятно, труба вела к ханской кухне или в один из фонтанов, которые были здесь прежде. Кроме трубы, на пустыре археологи обнаружили каменную арку. Но и она на первый взгляд не претендует на древность. Возможно, это часть зданий пивзавода, который располагался на этом месте в 90-е годы прошлого века. Нашли во время раскопок и множество фрагментов керамики, кусочки битой посуды, горшков, черепицы. Опять-таки, судить об их древности пока никто не берётся. И выглядят находки более чем непрезентабельно. Такие фрагменты больше похожи на банальный бытовой мусор, да простят нас археологи.
— Газета «Крымский ТелеграфЪ»

13 апреля 2018 года Руслан Бальбек сообщил, что раскопки на месте дворца калги-султана по решению госкомитета по охране культурного наследия Республики Крым были включены в перечень новых объектов культурного наследия республики. 17 апреля эту информацию во время пресс-конференции подтвердил Вячеслав Зарубин, добавив, что объект охраняется государством и его ведомство обсуждает с руководством КИПУ возможность проведения полномасштабной экспедиции. 18 апреля городская администрация Симферополя на основании обращения Ореста Шаярлиева от 13 февраля выдала постановление о выдаче градостроительного плана земельного участка площадью 999 м² на улице Воровского, 21а. При этом было указано, что в пределах участка объекты капитального строительства и объекты, включенные в Единый государственный реестр объектов культурного наследия народов РФ, отсутствуют, а сама она расположена в территориальной зоне застройки индивидуальными жилыми домами, в соответствии разрешено её использование для индивидуального жилищного строительства не выше трёх этажей. В середине октября 2018 года археологи неожиданно заявили, ссылаясь на данные экспертизы института археологии Крыма РАН, что культурный слой и объекты культурного наследия на Воровского, 21а отсутствуют.

Как только законный владелец земельного участка построил забор, тут же появились противники застройки. Они попытались доказать, что именно на этом месте и трёх смежных участках когда-то стоял дворец калги-султана, хотя истинной информации о размещении резиденции нету. Владельцы участка не поленились обратиться не только в архив, но и к археологам за официальным заключением. Экспертиза проводилась дважды с закладкой шурфов и локальными раскопками. И впервые, и вдруг вывод института археологии Крыма РАН однозначен: на участке культурный слой и объекты культурного наследия отсутствуют.

В конце ноября 2018 года заместитель председателя госкомитета по охране культурного наследия Республики Крым Александр Жаворонков во время пресс-конференции заявил, что решение относительно будущего статуса территории на месте дворца калги-султана будет принято после проведения полного объёма раскопок. При этом Руслан Бальбек выразил надежду, что предположение крымских учёных подтвердятся и объект будет признан памятником культурного наследия, и объявил защиту территории, на которой, согласно предположениям, располагался дворец калги-султана «достижением российского Крыма», добавив, что объект «уже находится в реестре вновь выявленных объектов культурного наследия».
Во время исследований владельцы участка выиграли девять судебных разбирательств по построенному забору, а также суд по законности права собственности. Крымские СМИ убеждали аудиторию «делать объективный выбор между строительством социально важных объектов или поиском маловероятных следов исторических событий». Между тем прокуратура, суды и управление архитектуры и градостроительства решали, законно ли земельный участок был передан в частную собственность и возможна ли его застройка. Было заявлено, что на месте, где безуспешно искали остатки дворца калги-султана, будет построено «социально значимое сооружение» и часовня в честь Пресвятой Богородицы, строительство которой поддержал президент Ассоциации греческих общественных объединений РФ Иван Саввиди, представители госсовета и жители города. Согласно ранее опубликованной информации, строительство часовни на Воровского, 21а благословил митрополит Симферопольский и Крымский (УПЦ МП) Лазарь, однако 1 октября 2019 в Симферопольской и Крымской епархии УПЦ МП заявили, что не имеют никакого отношения к строительству, которое осуществляется «без благословения правящего архиерея».
В 2019 году под влиянием Таврического Муфтията комплекс и раскопки было решено оставить под охраной государства. Однако, строительство на участке не остановилось и продолжается до текущего момента. По словам историков, в скором времени это приведет к неминуемому полному уничтожению архитектурного исторического памятника.